# Cisteller dels canyons
El cisteller dels canyons (Asthenes pudibunda) és una espècie d'ocell de la família dels furnàrids (Furnariidae).

## Hàbitat i distribució
Habita la vegetació baixa, cactus i boscos als vessants rocosos dels Andes de l'oest de Perú.